# Richlord Ennin
Richlord „Richie“ Ennin (* 17. September 1998 in Toronto) ist ein kanadischer Fußballspieler.

## Karriere
Ennin begann seine Karriere beim Toronto FC. Zur Saison 2016 rückte er in den Kader der zweiten Mannschaft Torontos. Für diese debütierte er im Mai 2016 gegen Charleston Battery in der zweitklassigen USL. Bis Saisonende kam er zu drei Einsätzen für Toronto II. Ohne weiteren Einsatz verließ er den Verein im Juli 2017. Nach mehreren Monaten ohne Verein wechselte er im November 2017 nach Italien zum Viertligisten Isola Capo Rizzuto. Für Isola kam er in der Saison 2017/18 zu 18 Einsätzen in der Serie D, aus der der Verein allerdings zu Saisonende abstieg. Daraufhin wechselte der Kanadier zur Saison 2018/19 zum Viertligisten Castrovillari Calcio. Für Castrovillari kam er zu zwölf Einsätzen in der vierthöchsten italienischen Spielklasse.
Im März 2019 wechselte der Stürmer nach Lettland zum Erstligisten FK Spartaks Jūrmala. Für Spartaks kam er in der Saison 2019 zu 22 Einsätzen in der Virslīga, in denen er fünf Tore erzielte. Zur Saison 2020 wurde er nach Litauen an den FK Žalgiris Vilnius verliehen. Für Žalgiris kam er insgesamt zu elf Einsätzen in der A lyga, in denen er viermal traf. Im Oktober 2020 wurde er von den Litauern bis Jahresende nach Russland an den Zweitligisten Tom Tomsk verliehen. Bis zum Ende des Leihvertrags kam er zu acht Einsätzen in der Perwenstwo FNL, in denen er ein Tor machte. Im Januar 2021 wurde er nach dem Ende seines Vertrags in Vilnius direkt aus Jūrmala neu von Tom ausgeliehen. Bis Saisonende kam er zu elf weiteren Zweitligaeinsätzen für Tom Tomsk.
Nach dem Ende der Leihe kehrte Ennin im Juli 2021 zunächst nach Lettland zurück, ehe er im August 2021 ein zweites Mal nach Russland verliehen wurde, diesmal an den Erstligisten FK Nischni Nowgorod. Für Nischni Nowgorod kam er während der Leihe zu 19 Einsätzen in der Premjer-Liga. Zur Saison 2022/23 wurde der Offensivmann erneut verliehen, diesmal nach Ungarn an Honvéd Budapest.